# Erythrura regia
Il diamante reale (Erythrura regia Sclater, 1881) è un uccello passeriforme della famiglia degli Estrildidi.

## Tassonomia

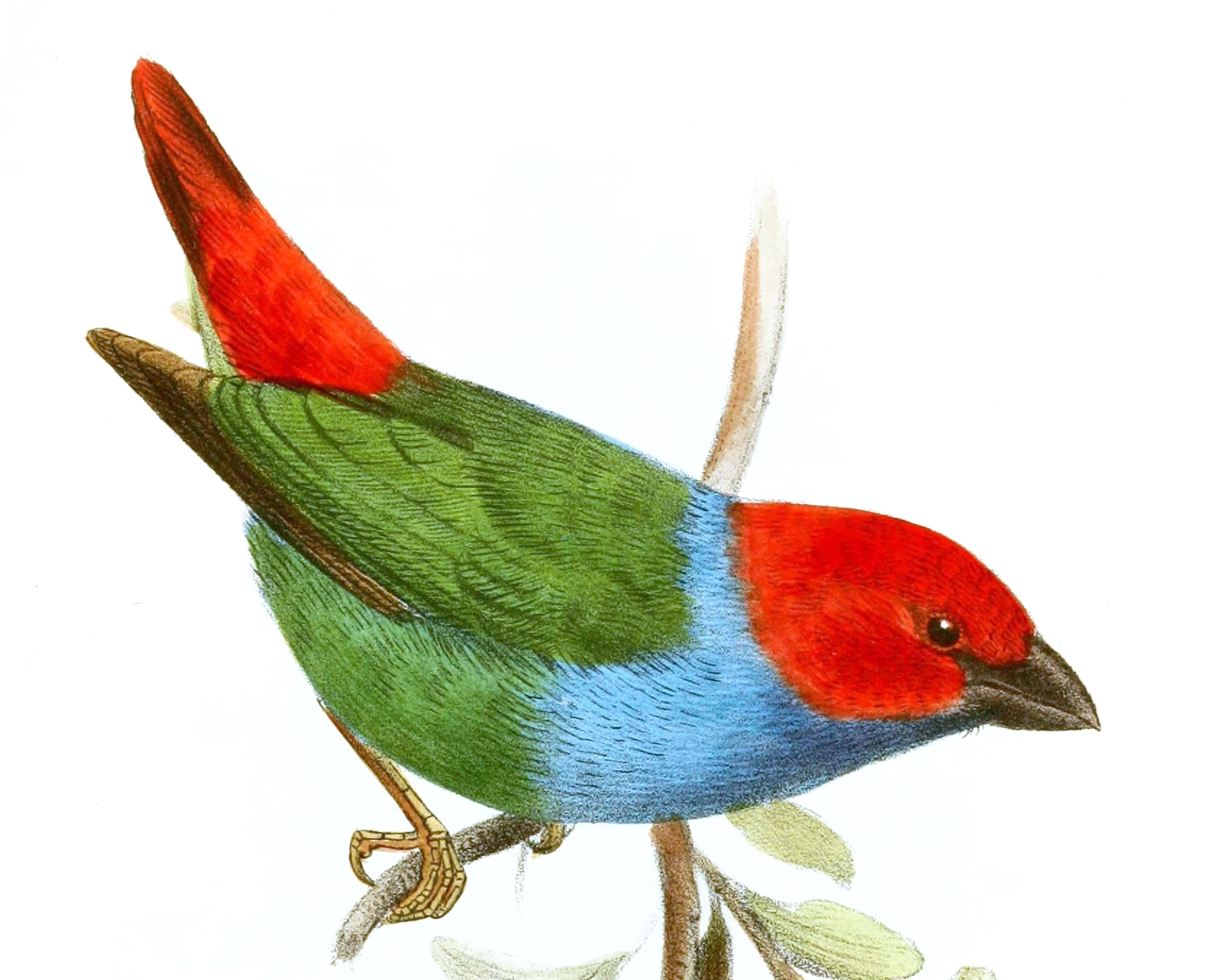
Diamante reale della sottospecie serena.

Un tempo considerato (come del resto anche altre specie di Erythrura diffuse nelle isole del Pacifico, fra cui ad esempio il diamante di Peale) una sottospecie del diamante delle Samoa, col nome di Erythrura cyaneovirens regia, attualmente il diamante reale viene considerato una specie a sé stante.
La specie conta a sua volta tre sottospecie, due delle quali (efatensis e serena) un tempo considerate anch'esse sottospecie del diamante delle Samoa e che si differenziano fra loro principalmente in base all'estensione delle varie colorazioni sul corpo;
- Erythrura regia regia, la sottospecie nominale, diffusa nella porzione settentrionale dell'areale;
- Erythrura regia efatensis, endemica dell'isola di Éfaté;
- Erythrura regia serena, endemica dell'isola di Anatom;

Il nome scientifico della specie, come del resto il nome comune che da esso deriva, gli è stato assegnato in virtù della vivace colorazione mostrata da ambo i sessi.

## Distribuzione edhabitat
Il diamante reale è endemico dell'arcipelago delle Vanuatu.
L'habitat d'elezione di questa specie è rappresentato dalle aree collinari (attorno ai 300 m d'altezza) ricoperte da foresta e boscaglia: tuttavia condizioni simili sono riscontrabili solo nelle isole più grandi dell'areale, sicché il diamante reale è osservabile anche nelle aree alberate a livello del mare, siano esse boschetti o giardini, con presenza di alberi da frutto.

## Descrizione

### Dimensioni
Misura circa 11 cm di lunghezza, coda compresa.

### Aspetto
L'aspetto è massiccio, con un grosso becco a tenaglia adatto ad una dieta principalmente frugivora.
La colorazione è molto appariscente: la testa, il codione e la coda sono di colore rosso scarlatto, con una bavetta azzurra che si estende fino a nuca, spalle, petto e ventre, dove sfuma nel verde brillante che ricopre ali e basso ventre. Il becco è nero, le zampe sono di colore carnicino-nerastro, gli occhi sono di colore bruno scuro. La colorazione delle femmine è simile a quella dei maschi ma meno brillante, con la mascherina rossa spesso molto ridotta e maggiore estensione del verde su dorso e ventre.

## Biologia
Si tratta di una specie tendenzialmente solitaria, ma che non ha problemi a vivere in coppie od a riunirsi in gruppetti di 6-7 individui nei pressi delle fonti di cibo, i quali si tengono in contatto emettendo frequentemente il caratteristico richiamo trillato ed acuto tipico di questa specie.

### Alimentazione
Sebbene una porzione consistende della dieta di questi uccelli sia composta da semi di varie specie, preferibilmente ancora immaturi, il diamante reale si è adattato ad una dieta essenzialmente frugivora, che comprende in natura principalmente i frutti maturi di fico. Soprattutto durante il periodo riproduttivo, inoltre, questa specie si nutre anche di piccoli insetti.

### Riproduzione
Le modalità riproduttive di questa specie ricalcano quelle della maggior parte delle altre specie del genere Erythrura: le coppie collaborano alla costruzione del nido (una struttura sferica costituita da materiale vegetale fibroso intrecciato), alla cova delle 3-4 uova, che dura circa due settimane, ed all'allevamento dei nidiacei, che sono pronti per l'involo attorno alle 3 settimane dalla schiusa, ma che non raggiungono l'indipendenza prima del mese e mezzo di vita.